# هدمان (السياني)

تعديل مصدري - تعديل

هدمان محلة تابعة لقرية جحب، التابعة لعزلة ذي شراق بمديرية السياني إحدى مديريات محافظة إب في الجمهورية اليمنية.، بلغ تعداد سكانها 95 حسب تعداد اليمن لعام 2004.